# Afraid of Heights
Afraid of Heights is het vijfde studioalbum van de Canadese rockband Billy Talent. Het is uitgegeven op 29 juli 2016 en is het eerste studioalbum in vier jaar, na de uitgave van Dead Silence in 2012.
Het is het eerste album dat is opgenomen zonder drummer Aaron Solowoniuk, die lijdt aan multiple sclerose en zich tijdelijk niet met de band kon bezighouden omdat hij zich op zijn herstel moest focussen. Solowoniuk werd vervangen door Jordan Hastings van de bands Alexisonfire en Say Yes, die tevens met de band op tour na de uitgave van het album is geweest.

## Nummers
1. "Big Red Gun" - 3:17
2. "Afraid of Heights" - 3:45
3. "Ghost Ship of Cannibal Rats" - 3:39
4. "Louder than the DJ" - 3:21
5. "The Crutch" - 4:15
6. "Rabbit Down the Hole" - 6:03
7. "Time-Bomb Ticking Away" - 3:22
8. "Leave Them All Behind" - 4:53
9. "Horses & Chariots" - 3:35
10. "This Is Our War" - 4:02
11. "February Winds" - 4:19
12. "Afraid of Heights (Reprise)" - 4:23
13. "Half Past Dead" (Japanse bonustrack) - 3:28

### Deluxe editie
1. "Big Red Gun" (demo versie) - 3:17
2. "Afraid of Heights" (demo versie) - 3:45
3. "Ghost Ship of Cannibal Rats" (demo versie) - 3:41
4. "Louder than the DJ" (demo versie) - 3:26
5. "The Crutch" (demo versie) - 4:15
6. "Time-Bomb Ticking Away" (demo versie) - 3:24
7. "Leave Them All Behind" (demo versie) - 4:52
8. "Afraid of Heights (Reprise)" (demo versie) - 4:23